# Колкина дупка
Колкината дупка е най-дълбоката и най-дългата пещера в България. Намира се в Понор планина, до село Зимевица, община Своге, и се изследва от 1963 г. В Колкината дупка има няколко реки, красиви водопади и галерии. Дълбочината на пещерата е 561 метра, а дължината ѝ, установена през септември 2024 г., е 24 034 метра. Проучванията продължават.